# Lekkoatletyka na Letnich Igrzyskach Olimpijskich 2020 – bieg na 3000 m z przeszkodami mężczyzn
Bieg na 3000 m z przeszkodami mężczyzn był jedną z konkurencji lekkoatletycznych rozgrywanych podczas igrzysk olimpijskich w Tokio.
Wystartowało 44 zawodników z 22 krajów.

## Terminarz
Godziny rozpoczęcia podane są w czasie tokijskim.
| Data                          | Godzina |         |
| ----------------------------- | ------- | ------- |
| Piatek, 30 lipca 2021         | 9:30    | Runda 1 |
| Poniedziałek, 2 sierpnia 2021 | 21:15   | Finał   |

## Rekordy
|                   | Zawodnik            | Wynik   | Miejsce                 | Data             |
| ----------------- | ------------------- | ------- | ----------------------- | ---------------- |
| Rekord świata     | Saif Saaeed Shaheen | 7:53,63 | Belgia Bruksela         | 3 września 2004  |
| Rekord olimpijski | Conseslus Kipruto   | 8:03,28 | Brazylia Rio de Janeiro | 17 sierpnia 2016 |

## Runda 1
Do finału awansowało 3 pierwszych zawodników z każdego biegu oraz 6 z najlepszymi czasami.

### Bieg 1
| Poz. | Zawodnik          | Reprezentacja     | Czas    | Uwagi |
| ---- | ----------------- | ----------------- | ------- | ----- |
| 1.   | Lamecha Girma     | Etiopia           | 8:09,83 | Q     |
| 2.   | Ryuji Miura       | Japonia           | 8:09,92 | Q     |
| 3.   | Benjamin Kigen    | Kenia             | 8:10,80 | Q     |
| 4.   | Ala Zoghlami      | Włochy            | 8:14,06 | q     |
| 5.   | Mohamed Tindouft  | Maroko            | 8:15,91 | q     |
| 6.   | John Gay          | Kanada            | 8:16,99 | q     |
| 7.   | Djilali Bedrani   | Francja           | 8:20,23 |       |
| 8.   | Mason Ferlic      | Stany Zjednoczone | 8:20,23 |       |
| 9.   | Albert Chemutai   | Uganda            | 8:29,81 |       |
| 10.  | Vidar Johansson   | Szwecja           | 8:32,86 |       |
| 11.  | Karl Bebendorf    | Niemcy            | 8:33,27 |       |
| 12.  | Carlos San Martín | Kolumbia          | 8:33,47 |       |
| 13.  | Phil Norman       | Wielka Brytania   | 8:46,57 |       |
| –    | Fernando Carro    | Hiszpania         | DNF     |       |
| –    | John Koech        | Bahrajn           | DNF     |       |

### Bieg 2
| Poz. | Zawodnik             | Reprezentacja     | Czas    | Uwagi |
| ---- | -------------------- | ----------------- | ------- | ----- |
| 1.   | Abraham Kibiwot      | Kenia             | 8:12,25 | Q     |
| 2.   | Getnet Wale          | Etiopia           | 8:12,55 | Q     |
| 3.   | Ahmed Abdelwahed     | Włochy            | 8:12,71 | Q     |
| 4.   | Matthew Hughes       | Kanada            | 8:13,56 | q     |
| 5.   | Yemane Haileselassie | Erytrea           | 8:14,63 | q     |
| 6.   | Benard Keter         | Stany Zjednoczone | 8:17,31 | q     |
| 7.   | Avinash Sable        | Indie             | 8:18,12 | NR    |
| 8.   | Sebastián Martos     | Hiszpania         | 8:23,07 |       |
| 9.   | Ryoma Aoki           | Japonia           | 8:24,82 |       |
| 10.  | Abdelkarim Ben Zahra | Maroko            | 8:28,63 | SB    |
| 11.  | Edward Trippas       | Australia         | 8:29,90 |       |
| 12.  | Louis Gilavert       | Francja           | 8:36,35 |       |
| 13.  | Emil Blomberg        | Szwecja           | 8:39,57 |       |
| 14.  | Zak Seddon           | Wielka Brytania   | 8:43,29 |       |
| 15.  | Hicham Bouchicha     | Algieria          | 8:44,75 |       |

### Bieg 3
| Poz. | Zawodnik            | Reprezentacja     | Czas    | Uwagi |
| ---- | ------------------- | ----------------- | ------- | ----- |
| 1.   | Soufiane El Bakkali | Maroko            | 8:19,00 | Q     |
| 2.   | Topi Raitanen       | Finlandia         | 8:19,17 | Q     |
| 3.   | Alexis Phelut       | Francja           | 8:19,36 | Q     |
| 4.   | Osama Zoghlami      | Włochy            | 8:19,51 |       |
| 5.   | Leonard Bett        | Kenia             | 8:19,62 |       |
| 6.   | Hillary Bor         | Stany Zjednoczone | 8:19,80 |       |
| 7.   | Ben Buckingham      | Australia         | 8:20,95 | PB    |
| 8.   | Ole Hesselbjerg     | Dania             | 8:24,08 |       |
| 9.   | Tadese Takele       | Etiopia           | 8:24,69 |       |
| 10.  | Altobeli da Silva   | Brazylia          | 8:29,17 |       |
| 11.  | Simon Sundström     | Szwecja           | 8:29,84 |       |
| 12.  | Kosei Yamaguchi     | Japonia           | 8:31,27 |       |
| 13.  | Daniel Arce         | Hiszpania         | 8:38,09 |       |
| 14.  | Matthew Clarke      | Australia         | 8:42,37 |       |

## Finał
| Poz. | Zawodnik             | Reprezentacja     | Czas     | Uwagi |
| ---- | -------------------- | ----------------- | -------- | ----- |
| 1.   | Soufiane El Bakkali  | Maroko            | 8:08,90  |       |
| 2.   | Lamecha Girma        | Etiopia           | 8:10,38  |       |
| 3.   | Benjamin Kigen       | Kenia             | 8:11,45  |       |
| 4.   | Getnet Wale          | Etiopia           | 8:14,97, |       |
| 5.   | Yemane Haileselassie | Erytrea           | 8:15,34  |       |
| 6.   | Matthew Hughes       | Kanada            | 8:16,03  |       |
| 7.   | Ryuji Miura          | Japonia           | 8:16,90, |       |
| 8.   | Topi Raitanen        | Finlandia         | 8:17,44, | SB    |
| 9.   | Ala Zoghlami         | Włochy            | 8:18,50  |       |
| 10.  | Abraham Kibiwot      | Kenia             | 8:19,41  |       |
| 11.  | Benard Keter         | Stany Zjednoczone | 8:22,12  |       |
| 12.  | Alexis Phelut        | Francja           | 8:23,14  |       |
| 13.  | Mohamed Tindouft     | Maroko            | 8:23,56  |       |
| 14.  | Ahmed Abdelwahed     | Włochy            | 8:35,41  |       |
| 15.  | John Gay             | Kanada            | 8:35,41  |       |